# New York – Addis – London: The Story of Ethio Jazz 1965–1975
The Story of Ethio Jazz 1965–1975 ist ein Kompilationsalbum von Mulatu Astatke. Die zwischen 1965 und 1975 entstandenen Aufnahmen erschienen im Oktober 2009 auf Strut Records.

## Hintergrund
Der Vibraphonist und Keyboarder, Arrangeur und Bandleader Mulatu Astatke gilt als einer der Größen der äthiopischen Musik und der Schöpfer seiner eigenen ursprünglichen Musikform, des Ethio Jazz, einen Sound, der westlichen Jazz mit traditionellen äthiopischen Melodien verschmolz. Durch die Ethiopiques-Albumreihe und durch den Soundtrack zum Jim-Jarmusch-Film Broken Flowers (2005) hat seine Musik in späteren Jahren ein globales Publikum und eine neue, jüngere Generation von Fans erreicht. Im November 2008 nahm er ein neues Album mit der Londoner Psych-Jazz-Band The Heliocentrics für Kollaborationsreihe „Inspiration Information“ des Labels Strut auf. Das Label veröffentlichte auch unter dem Titel he Story of Ethio Jazz 1965–1975 eine Retrospektive von Mulatus Karriere, die seine wegweisenden Aufnahmen aus den 1960er- und 70er Jahren umfasst.
Seine ersten Versuche, sein neues Genre zu schmieden, fanden in den USA statt, und seine Bandmitglieder waren hauptsächlich Puerto Ricaner, notierte Joe Tangari. Die verschiedenen Tracks, die hier von seinen beiden Afro Latin Soul-LPs stammen, tragen einen starken Stempel von Boogaloo, Latin Jazz und anderen amerikanisch-karibischen Spielformen. Als er nach Äthiopien zurückkehrte, „kam er zu einer Zeit an, als sich das Land wie nie zuvor öffnete und Addis Abeba so kosmopolitisch war wie Städte, voller kultureller Unruhe, die ein pulsierendes Nachtleben nährte.“ Die Aufnahmeressourcen waren begrenzt, aber 1969 begann Mulatu, Tracks für Amha Eshètés Amha zu einzuspielen, das erste unabhängige Label, das jemals in diesem Land gegründet wurde. Er arbeitete hauptsächlich als Arrangeur, schrieb und nahm aber häufig Instrumentalnummern auf, die als B-Seiten für Gesangstitel dienten, von denen einige auf dieser Kompilation zum ersten Mal außerhalb Äthiopiens veröffentlicht werden.
„Mulatu“ stammt von seiner LP Mulatu of Ethiopia von 1972, aufgenommen in New York mit Mitgliedern von Mongo Santamarias Band während eines Besuchs in den USA; „Netsanet“ stammt von Yekatit: Ethio Jazz LP von 1974, der allerersten äthiopischen LP, die im Voraus als Album konzipiert wurde (im Gegensatz zu den Sammlungen von 45er-Singles). Die Kompilation dokumentiert die Entwicklung seiner Ethio-Jazz-Experimente mit den Titeln von all den Labels, für die er in dieser Zeit aufgenommen hat. Das Album umfasst seine ersten Aufnahmen in Großbritannien im Jahr 1965, für das kleine Worthy-Label in New York und seine Schlüsselaufnahmen der 1970er-Jahre in Addis bei Amha, Phillips und Axum. Das Album enthält die Liner Notes von Miles Cleret, dem Chef von Soundway Records und seltene, bisher unveröffentlichte Fotos aus Mulatus persönlichem Archiv. Acht der 20 Tracks auf diesem Album erschienen auch auf der Kompilation Éthiopiques 4, ein weiterer auf Band 17, mit dem Sänger Tlahoun Gèssèssè.

## Titelliste
- Mulatu Astatke: The Story of Ethio Jazz 1965–1975 (Strut)[2]

1. Yèkèrmo Sèw 4:13
2. I Faram Gami I Faram 5:33
3. Shagu 3:05
4. Mulatu 5:01
5. Fikratchin with Menelik Wossenatchew 3:04
6. Yègellé Tezeta 3:14
7. Asiyo Bellema feat. Frank Holder & Niaaza Alsherif 2:52
8. Emnete 3:29
9. Lanchi Biye with Tilahun Gessesse 3:08
10. Yefikir Tizita 4:07
11. Yèkatit 3:53
12. Ebo Lala with Seifu Yohannes 3:34
13. Wubit with Muluken Melesse 5:31
14. Dèwèl 4:13
15. Mascaram Setaba 1:50
16. Girl from Addis Ababa 3:49
17. Kasalèfkut Hulu 2:42
18. Nètsanèt 5:32
19. Ené Alantchie Alnorem 4:59
20. Tezeta 6:13

Die Kompositionen stammen von Mulatu Astatke.
Die Titel 1, 17 und 20 stammen von der Amha Records LP Ethiopian Modern Instrumentals Hits (ሙዚቃ ሕይወቴ) (AELP10) von 1972; die Titel 2, 3 und 15 stammen von der Worthy Records LP Afro-Latin Soul (W-1014) von 1966; die Titel 4 und 14 stammen aus der Worthy Records LP Mulatu of Ethiopia (W-1020) von 1972; Titel 5 stammt aus der Philips Ethiopia 45er-Single „Fikratchin“ (PH 7-106) von 1971; der Titel 6 stammt aus der Amha Records 45er-Single „Yebekagnale / Yegele Tezeta“ (AE 160) von 1969;der Titel 7 stammt aus den Amha Records 45er „Mulatu Astatke – Mulatu in London“ (AE 120) von 1965; der Titel 8 stammt aus den Philips Ethiopia 45er „Tilahun Gessesse / Mulatu Astatke – Tiz Alegn Yetintu / Emnete“ (PH 7-101) von 1970; der Titel 9 stammt von der Philips Ethiopia 45er „Tilahun Gessesse – Kulun Manqualesh“ (PH 7-105) von 1970; der Titel 10 stammt von der Philips Ethiopia 45er „Tilahun Gessesse, Mulatu Astatke – Sithed Siketelat / Yefikir Tizita“ (PH 7-103) von 1970; die Titel 11, 18 und 19 stammen aus der Amha Records LP Ethio Jazz = የካተት" (AELP 90) von 1974; der Titel 12 stammt aus der Philips Ethiopia 45er „Yehagere Shitta / Ebo Lala“ (PH 7-100) von 1970; der Titel 13 stammt von Axum Records 45er „Che Belew / Wubit“ (A-004) von 1975; der Titel 16 stammt von der Worthy Records LP Afro-Latin Soul Vol. 2 (W-1015) von 1966.

## Rezeption
Fans klassischer äthiopischer Musik werden Mulatu Astatke – auch Astatqé geschrieben – als die lebhafteste und zugänglichste Figur kennen, schrieb Jon Lusk in der BBC. Mit ihrem bizarren Elefantentrompeten-Intro, spanischen Vocals und dem Piano-Vamp mit Salsa-Anmutung könnte der Track „I Faram Gami I Faram“ von 1966 leicht mit jemand anderem verwechselt werden. Aber auch wenn die frühe Aufnahme „Shagu“ stark von New Yorks aufkeimender Boogaloo-Szene beeinflusst zu sein scheint (bevor der Begriff überhaupt geprägt wurde), sei Astatkes besinnliches, verspieltes Vibraphon unverkennbar. Was wirklich überraschend sei, wie Astatke es geschafft hat, all seine Einflüsse erfolgreich mit vollwertiger äthiopischer Folklore zu mischen; „Ebo Lala“ hüpfe zu einem blechernen Latino-Groove, enthalte aber auch eine aus den Fugen geratene, knurrende Stimme von Seifu Yohannes und basiere auf einem traditionellen Gurage-Volkslied aus dem Südwesten Äthiopiens.
Astatke war ein Pionier der modernen Musik seines Landes, schrieb Joe Tangari in Pitchfork Media. Sein Konzept von Instrumentalmusik als Selbstzweck sei in seiner Heimat, wo Sänger die Sphäre der populären Musik beherrschen, ein wenig fremd gewesen, und er war einer der ersten Musiker aus Äthiopien, die im Ausland Musik lernten. Seine Auseinandersetzung mit Jazz und westlichen harmonischen Konzepten sei die perfekte Mischung aus Tradition und Moderne. Ethio Jazz war in Äthiopien nie ein kommerzieller Erfolg, so Joe Tangari, aber dass die Label Ahma und Philips Ethiopia es sogar für angebracht hielten, etwas davon zu veröffentlichen, sei als ein Verdienst ihres Engagements für Kunst statt Kommerz zu betrachten, und selbst heute bleibe es in ihrem Heimatland wenig gehört. Aber Mulatu sei ein meisterhafter Spieler und einer der erfindungsreichsten Komponisten einer Zeit gewesen, in der auf der ganzen Welt unglaublich viel kreative Musik gemacht wurde.